# MG 7
Der MG 7 ist eine Sportlimousine, die von SAIC Motor gebaut wird.

## Erste Generation (2007–2013)
Die erste Generation der Baureihe ist von Rover 75 und MG ZT abgeleitet. Die Fertigung begann im Frühjahr 2007. Vom britischen Automagazin Auto Express, wo er im Mai 2008 einen Autotest durchlief, bekam er gute Noten. Ein Schwestermodell stellt der chinesische Roewe 750 bzw. dessen identische chilenische Version als MG 750 dar.
Den MG 7 gab es in zwei Ausführungen: Die erste ähnelt dem MG ZT Mark I mit Doppelscheinwerfern und die zweite dem Rover 75 V8 Mark II. Eine Version mit längerem Radstand, MG 7L genannt, hat den weiter herunterreichenden Kühlergrill des Rover 78 V8.
Den MG 7 gab es auch in zwei Ausstattungslinien: „Classic“ mit geschlitztem Kühlergrill und „Sport“ mit Kühlergrillgitter. Das Aussehen des 7 hat sich gegenüber den Vorgängen ZT und Rover 75 nicht wesentlich verändert; der einzige merkliche Unterschied besteht in den neu gezeichneten LED-Rückleuchten und den Alufelgen. Auch hat der Wagen neue Sound- und Heizsysteme und ein neues Sonnendach. Es gibt zwei Motoren zur Auswahl, einen 1,8-l-R4-Turbo und einen 2,5-l-V6, beide überarbeitete Aggregate der Rover-K-Serie, die sich nun N-Serie nennen, stärkere Zylinderkopfdichtungen besitzen und die Euro-IV-Abgasnorm einhalten. Auch die Elektrik wurde verbessert, sodass die Zündung besser funktioniert und weitere Ausstattungen angeschlossen werden können, wie zum Beispiel in den Kopfstützen für die Rücksitzpassagiere montierte DVD-Spieler und eine Rückfahrkamera.
Zu den größten Verbesserungen gehört die Wiedereinführung verschiedener Ausstattungsdetails, die unter dem „Project Drive“ von Rover aufgegeben wurden, zum Beispiel die Isolierung der Motorhaube, Haltegriffe für den Beifahrer und ein Paket zur deutlichen Reduzierung von Motor- und Straßenlärm im Innenraum. Alle Modelle haben jetzt ITS-Kopf-Airbags.

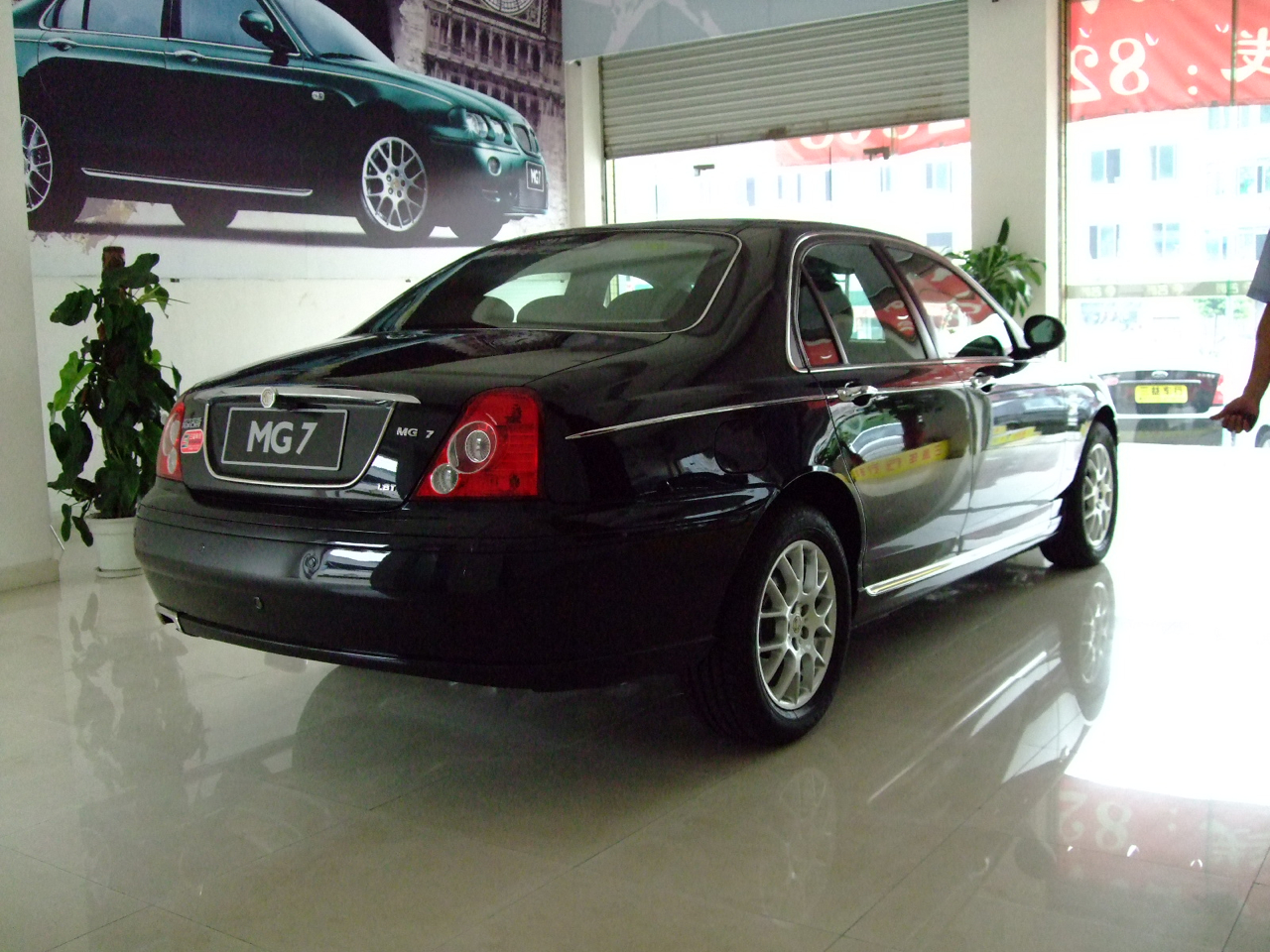
Heckansicht
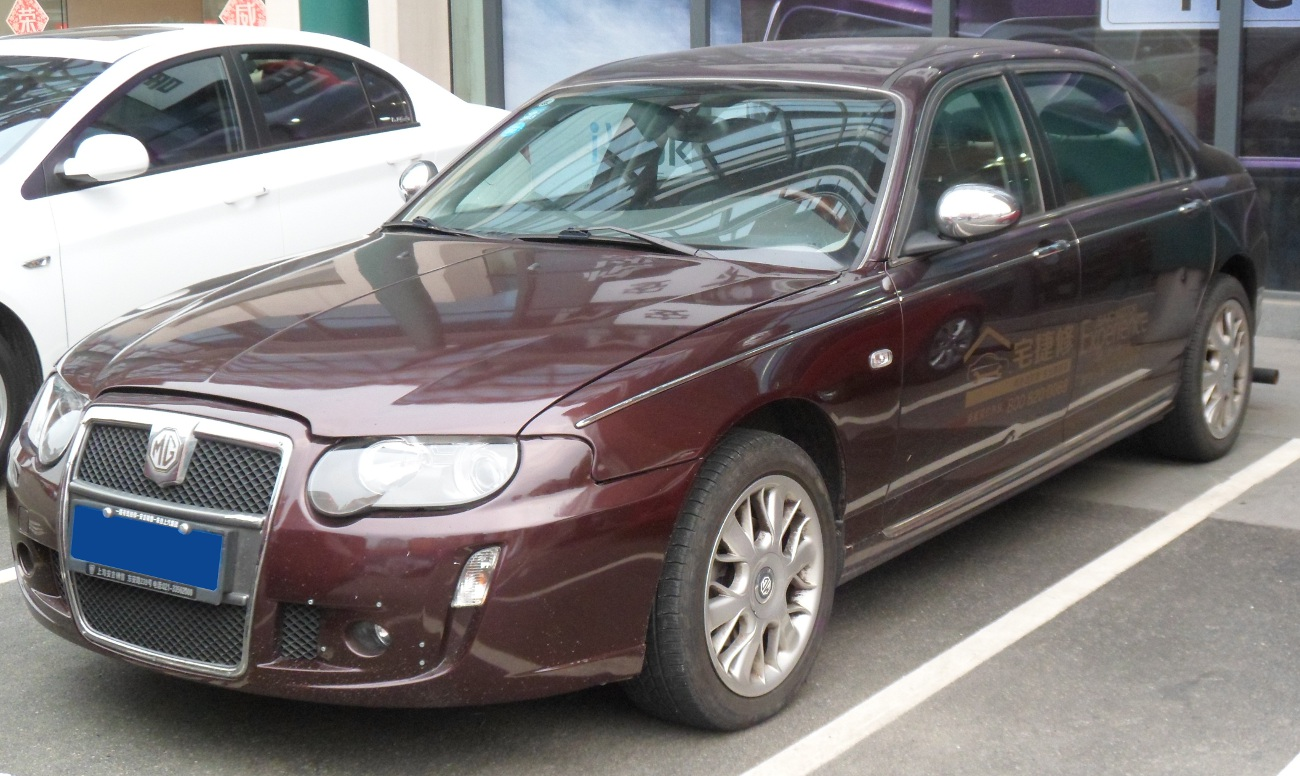
MG 7 (2011–2013)

## Zweite Generation (seit 2023)
Eine zweite Generation des MG 7 wurde im August 2022 für den chinesischen Markt vorgestellt. Ende März 2023 kam sie dort in den Handel. Auf dem Genfer Auto-Salon im Februar 2024 war die Baureihe erstmals in Europa ausgestellt.

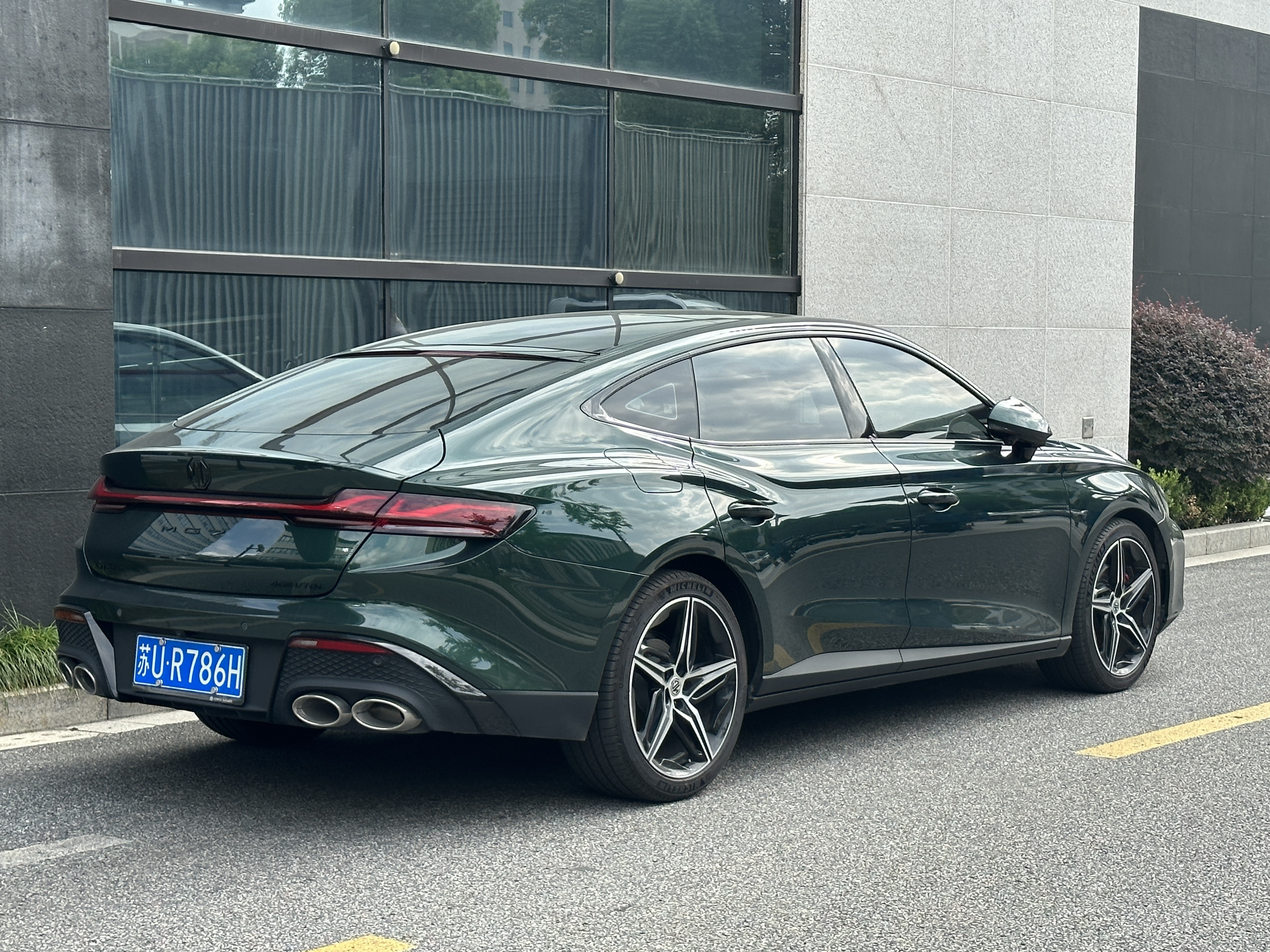
Heckansicht
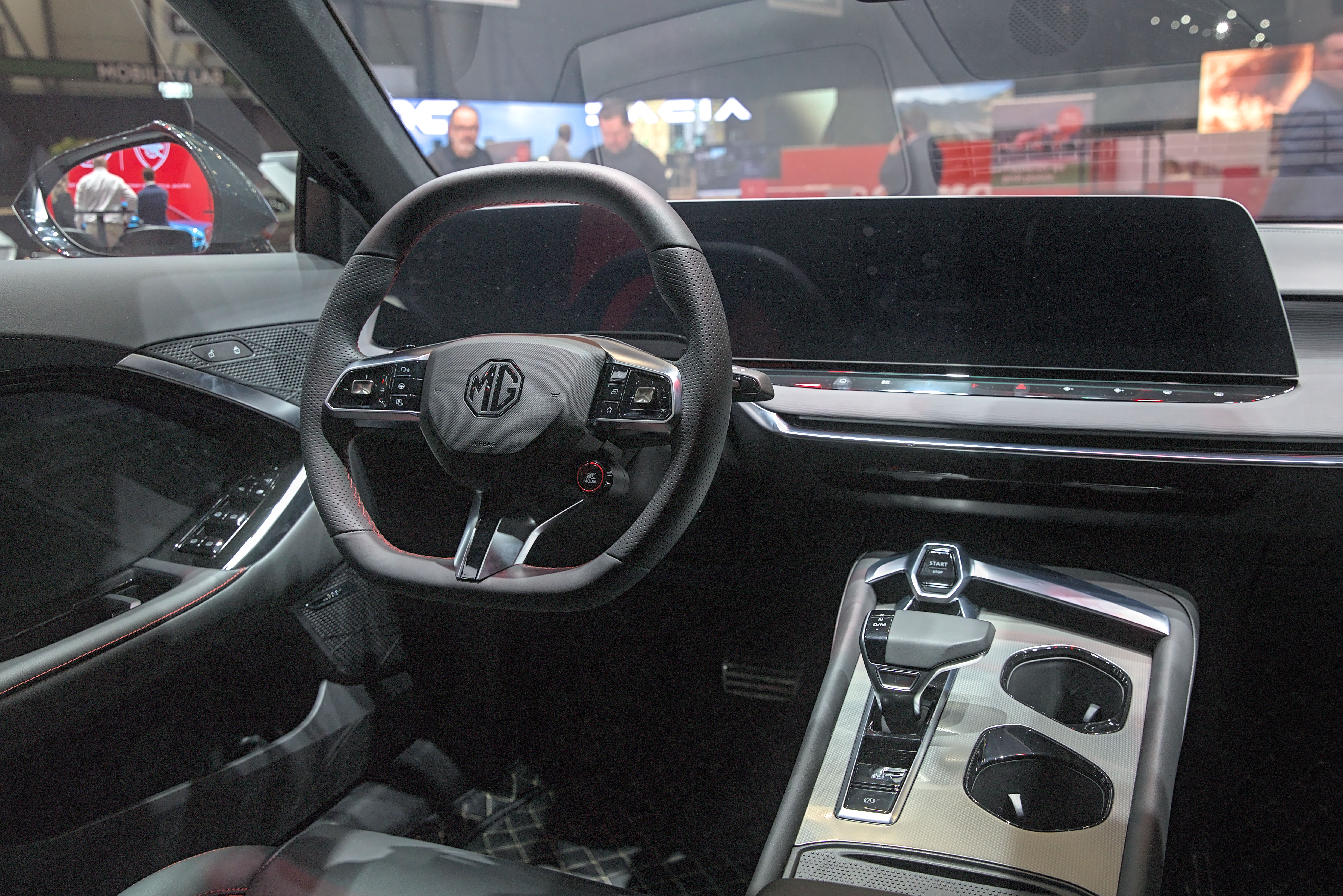
Innenansicht

### Technische Daten
Angetrieben wird die Baureihe entweder von einem 1,5-l-R4-Benziner mit 138 kW (188 PS) oder einem 2,0-l-R4-Benziner mit 192 kW (261 PS). Später soll noch ein Plug-in-Hybrid folgen.
|                                             | 1.5T                             | 2.0T                        |
| Bauzeitraum                                 | seit 03/2023                     | seit 03/2023                |
| Motorkenndaten                              |                                  |                             |
| Motortyp                                    | R4-Ottomotor                     | R4-Ottomotor                |
| Hubraum                                     | 1496 cm³                         | 1986 cm³                    |
| max. Leistung bei min−1                     | 138 kW (188 PS) / 5500–6000      | 192 kW (261 PS) / 5500–6000 |
| max. Drehmoment bei min−1                   | 300 Nm / 1500–4000               | 405 Nm / 1750–3500          |
| Kraftübertragung                            |                                  |                             |
| Antrieb                                     | Vorderradantrieb                 | Vorderradantrieb            |
| Getriebe                                    | 7-Stufen-Doppelkupplungsgetriebe | 9-Stufen-Automatikgetriebe  |
| Messwerte                                   |                                  |                             |
| Höchstgeschwindigkeit                       | 210 km/h                         | 230 km/h                    |
| Beschleunigung, 0–100 km/h                  | k. A.                            | 6,5 s                       |
| Leergewicht                                 | 1570 kg                          | 1650 kg                     |
| Kraftstoffverbrauch auf 100 km (kombiniert) | 6,3 l Super                      | 6,9 l Super                 |
| Tankinhalt                                  | 65 l                             | 65 l                        |
| Abgasnorm                                   | China VI                         | China VI                    |